# Айзард, Уолтер
Уо́лтер А́йзард (англ. Walter Isard; 19 апреля 1919, Филадельфия — 6 ноября 2010, там же) — американский экономист и географ, важнейший представитель школы пространственного анализа в географии, основатель региональной науки.

## Биография
Уолтер Айзард родился 19 апреля 1919 года в Филадельфии в семье квакеров — эмигрантов из Германии. В 1939 году он с отличием окончил Темпльский университет в родном городе и продолжил обучение в Гарварде, где его учителями были Элвин Хансен и Эббот Ашер. В Гарварде Айзард впервые серьёзно заинтересовался теорией размещения производства, экономико-географической дисциплиной, крайне популярной в те годы в США. Из Гарварда Айзард, однако, так и не окончив обучение, перевёлся в Чикагский университет. Здесь его научной деятельностью руководили Фрэнк Найт, Оскар Ланге и Джейкоб Винер. В 1942 году он защитил диссертацию, посвященную производственным циклам и развитию транспорта. В это же время Айзард был привлечён к работе в Национальном совете по планированию использованию ресурсов, организации, курировавшей обеспечение американской оборонной промышленности в годы войны. Вскоре 23-летнего Уолтера Айзарда попытались призвать в американскую армию, однако он, как квакер и пацифист, отказался брать в руки оружие и прошёл альтернативную службу в психиатрической лечебнице. В это время он много читал и переводил на английский язык работы немецких классиков теории размещения производства.
В 1945 году Айзард вернулся в Гарвард, где работал преподавателем на полставки, а затем научным сотрудником. Теория размещения производства была применена им к американской сталелитейной индустрии, он выпустил ряд работ, посвящённых данной тематике. Другой проблемой, которой он уделял внимание в это время, был анализ перспектив использования атомной энергии. В Гарварде Айзард познакомился с Василием Леонтьевым, некоторое время вместе с ним работал над приложением модели «затраты-выпуск» к местной экономике.
В 1953—1956 годах Айзард работал в МТИ на кафедре городского и регионального планирования. В это время в американском научном сообществе — как экономическом, так и географическом — популярность набирали идеи количественной революции в науке и неопозитивистский подход к исследованию экономической реальности, нацеленный на выявление законов её функционирования. В 1956 году Айзард основал в Пенсильванском университете кафедру региональной науки, тогда же была создана Американская ассоциация региональной науки, почётным председателем которой стал Айзард как её главный организатор. Первая монография, посвященная региональной науке (в русской традиции это научное направление называется школа пространственного анализа), была опубликована им в том же 1956 году, в течение следующих четырёх лет вышли ещё две работы. Благодаря этому новое научное направление добилось широкого признания в кругах американских экономистов и экономико-географов.
Пик популярности школы пространственного анализа пришёлся на середину 1960-х годов, в дальнейшем интерес к нему стал угасать, а многие учёные, работавшие в рамках этого направления, поменяли специализацию. Не стал исключением и Уолтер Айзард. В 1971 году он оставил родной Пенсильванский университет и начал преподавать в университете Корнелла, где развивал главным образом научное направление, получившее название «география мира» (региональное приложение конфликтологии). В 1985 году он был избран членом Национальной академии наук США.

## Вклад в науку
Основные работы Айзарда были опубликованы в 1950-х: Location and Space Economy (1956) и Methods of Regional Analysis (1960). Айзард интегрировал предшествующие модели анализа систем расселения, транспортных сетей, размещения промышленных предприятий, торговли и сферы услуг. В частности, важное влияние на его работы оказали Август Лёш, Вальтер Кристаллер и ряд американских экономистов и географов, занимавшихся проблемами размещения промышленности, формирования сбытовых зон и транспортных потоков (Эдгар Гувер, Эдвард Чемберлин, Артур Смитиз, Эдвард Ульман и другие).
Уолтер Айзард вслед за Августом Лёшем попытался создать интегральную модель территориальной проекции социально-экономической жизни общества, основными элементами которой являются потребительский спрос и его географическое распределение, а также наличие тех или иных экономических ресурсов. Сочетание этих факторов определяет экономический ландшафт территории. В географии промышленности Айзард был сторонником технико-экономического подхода, в рамках которого особое значение придавалось сырьевой и транспортной составляющей себестоимости продукции и влиянию на неё масштаба производства.
Методология работ Айзарда отталкивалась от принципов «количественной революции»: большое значение уделялось определению иерархии населенных пунктов и транспортных узлов через их количественные характеристики, размещение промышленных предприятий предполагалось естественным следствием действия тех или иных факторов производства (тяготение к сырью или, наоборот, рынкам сбыта), миграции объяснялись через территориальные диспропорции спроса и предложения на рынках труда и т. д. Основным методом анализа географической действительности в работах Айзарда является математическое моделирование.
Работы Айзарда положили начало большому массиву исследований тех или иных территориальных явлений в рамках школы пространственного анализа и «региональной науки» в 1960-х. С конца 1970-х интересы самого Айзарда постепенно смещаются в сторону конфликтологии и т. н. «географии мира», в рамках этого направления он работал до конца жизни.
Как экономист, Айзард был последователем кейнсианства, и в книге «Методы регионального анализа» территориальному приложению этой теории была посвящена отдельная глава, иллюстрировавшая, что население является прежде всего потребителем промышленной продукции, а не средством её производства. В русском переводе книги, вышедшем в 1966 году, эта часть была удалена (без перенумерации страниц). В предисловии А. Е. Пробст пояснил, что «советским читателям вряд ли будет интересна эта информация».

## Основные работы
- Изард У. Методы регионального анализа : введение в науку о регионах = Methods of Regional Analysis: an Introduction to Regional Science : 1960 / Пер. с англ.  В. М. Гохмана, Ю. Г. Липеца, С. Н. Тагера. — М. : Прогресс, 1966. — 660 с.
- Atomic Power, an Economic and Social Analysis; a Study in Industrial Location and Regional Economic Development (1952)
- Location and Space Economy (1956)
- Regional Input-output Study: Recollections, Reflections, and Diverse Notes on the Philadelphia Experience (1971)
- Introduction to Regional Science (1975)
- Spatial Dynamics and Optimal Space-Time Development (1979)
- Reflections on the Relevance of Integrated Multi-Region Models: Lessons from Physics (1986)
- Arms Races, Arms Control and Conflict Analysis: Contributions from Peace Science and Peace Economics (1988)
- Understanding Conflict and the Science of Peace (1992)